# Sparna lycoides
Sparna lycoides är en skalbaggsart som beskrevs av Thomson 1864. Sparna lycoides ingår i släktet Sparna och familjen långhorningar. Inga underarter finns listade i Catalogue of Life.